# The Real Thing (2 Unlimited)
The Real Thing è un brano del 1994 dei 2 Unlimited.
Ispirato al tema musicale Toccata e Fuga in Re minore, il disco raggiunse il primo posto nei Paesi Bassi.
Arrivò all'ottava posizione in Italia e alla sesta nel Regno Unito.

## Classifiche
| Classifica (1994) | Posizione raggiunta |
| ----------------- | ------------------- |
| Regno Unito       | 6                   |
| Italia            | 8                   |
| Austria           | 7                   |
| Francia           | 10                  |
| Svizzera          | 2                   |
| Svezia            | 2                   |
| Paesi Bassi       | 1                   |
| Norvegia          | 5                   |
| Paesi Bassi       | 1                   |
| Finlandia         | 1                   |
| Germania          | 4                   |
| Australia         | 39                  |
| Nuova Zelanda     | 22                  |
| MTV Top 20        | 2                   |

| Classifica di fine anno (1994) | Posizione raggiunta |
| ------------------------------ | ------------------- |
| Dutch Top 40                   | 24                  |
| French Single chart            | 44                  |
| Swiss single chart             | 43                  |
| Italia                         | 95                  |
| Mtv Top 20                     | 16                  |